# Stanisław Franciszek Kozłowski

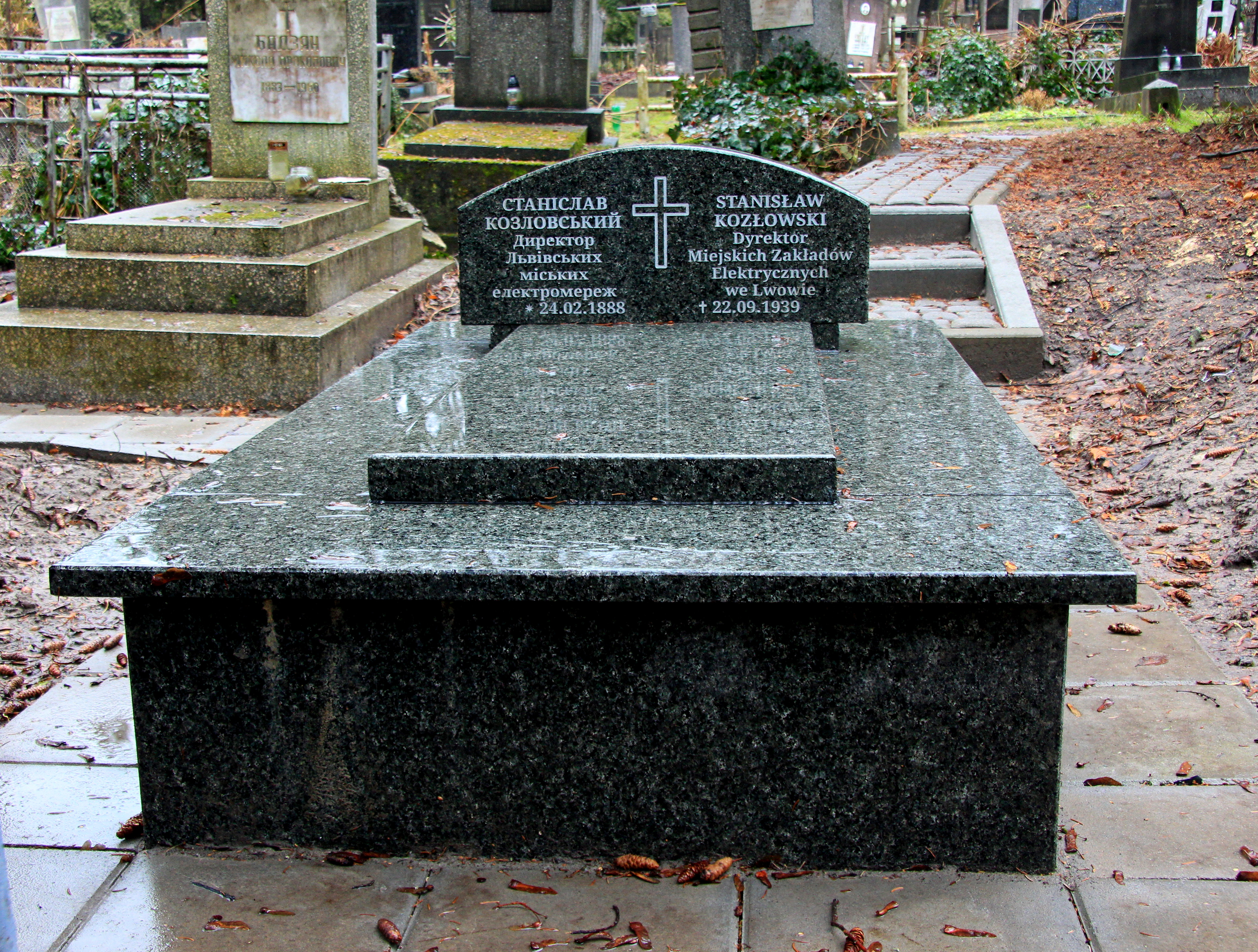

Stanisław Franciszek Kozłowski (ur. 24 lutego 1888 we Lwowie, zm. 22 września 1939 tamże) – polski inżynier mechanik.

## Życiorys
Urodził się 24 lutego 1888 we Lwowie, w rodzinie Antoniego i Julii z Merkelów. Po ukończeniu gimnazjum rozpoczął studia na Wydziale Mechanicznym Politechniki Lwowskiej. Ukończył je w 1906 i podjął pracę na kolei. Od 1916 do 1918 walczył w szeregach Polskiej Organizacji Wojskowej, był uczestnikiem obrony Lwowa. Po 1919 kierował działem elektrycznym Okręgowej Dyrekcji Kolei Państwowych we Lwowie, w 1922 został kierownikiem w elektrowni na Persenkówce, a następnie dyrektorem naczelnym w Miejskim Zakładzie Elektrycznym. Należał do Stowarzyszenie Elektryków Polskich, Związku Rezerwistów oraz Towarzystwa Politechnicznego, gdzie w latach 1920–1923 oraz 1925–1934 pełnił funkcję sekretarza i wiceprzewodniczącego, a 25 marca 1936 wybrany wiceprezesem zarządu. Po wkroczeniu Armii Czerwonej do Lwowa 22 września 1939 jeden z oddziałów zajął elektrownię i wydał rozkaz jej uruchomienia w ciągu kilku godzin, zaś Stanisław Kozłowski odpowiedział, że jest to niemożliwe, po czym został zastrzelony na terenie elektrowni.
Był żonaty ze Stefanią, która podczas wojny została deportowana w głąb ZSRR, zmarła w Londynie 24 czerwca 1981 w wieku 88 lat.

## Ordery i odznaczenia
- Krzyż Niepodległości (4 listopada 1933)[4]
- Krzyż Kawalerski Orderu Odrodzenia Polski (11 listopada 1937)[5]
- Złoty Krzyż Zasługi (9 listopada 1931)[6]